# Сминате, Надя
Надя Сминате (нидерл. Nadia Sminate; род. 29 декабря 1981, Бонхейден, Фламандский регион) — бельгийский политический деятель. Сенатор с 11 января 2019 года от правой партии «Новый фламандский альянс» (N-VA). Депутат парламента Фландрии с 2014 года. В прошлом — мэр (бургомистр) Лондерзела (2016—2018), депутат Палаты представителей Федерального парламента Бельгии (2010—2014).

## Биография
Родилась 29 декабря 1981 года в Бонхейдене во Фландрии. Имеет марокканское происхождение. Родилась в смешанной семье: её мать — фламандка, а отец — марокканец. Нидерландский язык был четвёртым языком для её отца, однако родители сознательно воспитывали её на нидерландском языке. Выросла в Лондерзеле.
Изучала романскую филологию в Брюссельском свободном университете, который окончила в 2003 году, получила степень лиценциата. В 2004 году получила диплом педагога (aggregaat) в Антверпенском университете. После окончания университета в 2003—2007 годах преподавала иммигрантам нидерландский и французский языки в школе для взрослых CVO Lethas в Брюсселе.
Как модель демонстрировала нижнее бельё для маркет-платформы Handelsgids.

## Политическая карьера
Занялась политикой во время муниципальных выборов 2006 года. В возрасте 25 лет избрана муниципальным советником Лондерзела от партии N-VA.
В 2007—2009 годах работала сотрудником фракции N-VA в Палате представителей. В 2009—2010 годах — личный помощник министра финансов, бюджета, труда, территориального планирования и спорта Фландрии Филиппа Мюйтерса (N-VA).
По результатам парламентских выборов 13 июня 2010 года избрана депутатом Палаты представителей Федерального парламента Бельгии, баллотировалась на втором месте в избирательном округе Брюссель-Халле-Вилворде.
На муниципальных выборах 14 октября 2012 года Надя Сминате была лидером партии N-VA в Лондерзеле. После выборов N-VA объединилась с партиями «Христианские демократы и фламандцы» (CD&V) и «Зелёные», чтобы сформировать правящее большинство. Надя Сминате стала председателем фракции N-VA в совете Лондерзела. С 28 января 2014 года по 31 декабря 2015 года — олдермен по финансам, бюджету и персоналу Лондерзела. 1 января 2016 года Надя Сминате стала бургомистром Лондерзела, сменила Йозефа Де Боргера (CD&V), который занимал пост мэра с 1995 года. Стала первым фламандским мэром марокканского происхождения. Сминате заявила:
Когда присоединилась к N-VA в 2004 году, это была единственная партия, которой было что сказать насчёт прав и обязанностей иммигрантов. Сейчас это очевидно, но тогда это было не так. Я горжусь тем, что стану первым мэром иностранного происхождения.
Лидер партии N-VA Барт Де Вевер добавил:
Даже люди иностранного происхождения могут достичь больших высот в обществе. Подход N-VA к гражданской интеграции подразумевает в высшей степени позитивный процесс создания сообщества и гармонии.
Надя Сминате покинула пост бургомистра Лондерзела 31 декабря 2018 года, потому что N-VA перешла в оппозицию по результатам местных выборов 14 октября.
По результатам выборов во Фландрии 25 мая 2014 года избрана депутатом парламента Фландрии в избирательном округе Фламандский Брабант. Была секретарём бюро, членом комитета по административным вопросам, внутреннему управлению, гражданской интеграции и городской политике с 24 сентября 2014 года, председателем комиссии по борьбе с насильственной радикализацией с 14 января 2015 года, членом комитета по жилищному строительству, политике бедности и равным возможностям с 15 октября 2014 года по 5 января 2016 года.
11 января 2019 года парламент Фландрии назначил Надю Сминате сенатором. Переназначена после парламентских выборов 26 мая 2019 года.
По результатам выборов во Фландрии 26 мая 2019 года переизбрана депутатом парламента Фландрии в избирательном округе Фламандский Брабант. Третий заместитель председателя бюро с 18 июня, член специального комитета с 18 июня по 11 октября, с 9 октября — член комиссии по внутреннему управлению, равным возможностям и интеграции, комитета по жилищному строительству и недвижимому наследию, третий заместитель председателя комитета по правилам и сотрудничеству, с 18 декабря — второй заместитель председателя комитета по борьбе с насильственной радикализацией.
Является сторонницей религиозного нейтралитета (невмешательства религиозных объединений в государственно-властную сферу). Обратилась к министру внутренних дел Фландрии Гвендолин Рюттен (Open VLD) с просьбой ввести запрет ношения религиозных символов на рабочем месте для сотрудников фламандского правительства в соответствии с решением Суда Европейского союза № 181/23 от 28 ноября 2023 года по жалобе сотрудников коммуны Анс. Суд решил, что государственная администрация может запрещать всем своим сотрудникам носить такие символы.
Баллотируется в третий раз в парламент Фландрии на предстоящих выборах 9 июня 2024 года на втором месте в избирательном округе Фламандский Брабант. На предстоящих муниципальных выборах 13 октября 2024 года баллотируется как лидер партии N-VA в Лондерзеле.
Участвует в деятельности некоммерческих организаций Plan International België и Davidsfonds.

## Личная жизнь
Замужем, имеет сына.